# Merdrignac
Merdrignac es una comuna nueva francesa situada en el departamento de Costas de Armor, de la región de Bretaña.

## Historia
Fue creada el 1 de enero de 2025, en aplicación de una resolución del prefecto de Costas de Armor de 6 de diciembre de 2024 con la unión de las comunas de Merdrignac y Saint-Launeuc.

## Demografía
Según los datos aportados en la última resolución del prefecto de Costas de Armor, la comuna pasa a tener 3389 habitantes.

## Composición
| Comuna delegada | Código INSEE | Población (2022) | Superficie (km²) | Densidad (hab./km²) |
| --------------- | ------------ | ---------------- | ---------------- | ------------------- |
| Merdrignac      | 22147        | 3140             | 57.12            | 55                  |
| Saint-Launeuc   | 22309        | 190              | 11.58            | 16                  |